# 具件敏
具件敏（2009年5月3日—），韓國女演員。

## 演出作品

### 電視劇
- 2013年：SBS 《結婚的女神》 飾演 多仁
- 2013年：tvN 《馬鈴薯星2013QR3》 飾演 盧秀英（幼年）
- 2014年：SBS 《 清潭洞醜聞》
- 2014年：TV朝鮮《最佳婚姻》  飾演 車琦英（幼年）
- 2014年：SBS 《對我而言可愛的她》 飾演 尹世娜（幼年）
- 2014年：SBS 《心情好的日子》 飾演 韓多仁（幼年）
- 2014年：KBS2《Healer》 飾演 蔡英信 / 吳智安（幼年）
- 2014年：MBC 《我的遺憾男友》
- 2015年：JTBC 《為純情著迷》
- 2015年：MBC 《女王之花》
- 2015年：KBS2 《Assembly》
- 2015年：JTBC 《LAST》
- 2015年：KBS1 《我們家蜜罈子》 飾演 崔雅蘭（童年）
- 2015年：KBS2 《Oh My Venus》 飾演 允兒
- 2016年：MBC 《工作媽媽，育兒爸爸》 飾演 金嫣然
- 2017年：SBS 《師任堂，光的日記》 飾演 流民
- 2017年：tvN 《犯罪心理》 飾演 鄭夏恩

### 電影
- 2015年：《儲物櫃女孩》 飾演 白血病兒童

### 綜藝節目
- 2015年：JTBC 《連鎖購物家族》 飾演 吳藝恩

### 歌劇
- 2014年：《Così fan tutte》 飾演 Cupid

## 獲獎
- 2016年 MBC演技大獎[3]童星賞（工作媽媽，育兒爸爸）

## 腳註
1. ↑  . Naver People Search. 2018-01-24  [2018-05-10] （韩语）.
2. ↑  . Daum 百科. 2016-12-13  [2018-05-10] （韩语）.
3. ↑  MBC演技大獎#第43屆（2016年）

## 外部連結
- 구건민 GU GEON MIN 공식 웹사이트 （页面存档备份，存于）
- 구건민 Instagram
- HANCINEMA Goo Gun-min (구건민) （页面存档备份，存于）（英文）
- 샤인댄스 키즈 구건민 （页面存档备份，存于）
- 韓國偶像劇場 具件敏 （页面存档备份，存于）（繁體中文）